# Isabella di Francia
Isabella di Francia (Parigi, 1295 circa – Hertford, 22 agosto 1358) fu regina consorte d'Inghilterra, come moglie di Edoardo II d'Inghilterra, chiamata spregiativamente dagli inglesi «la lupa di Francia».
Fu l'unica superstite dei figli di Filippo IV di Francia e Giovanna I di Navarra. La regina Isabella fu nota all'epoca per la sua bellezza, l'abilità diplomatica e l'intelligenza.
Isabella arrivò in Inghilterra all'età di dodici anni durante un periodo di conflitto crescente tra il re e le potenti fazioni baronali. Il suo nuovo marito era famoso per il patronato che aveva profuso per il suo favorito, Pietro Gaveston, ma la regina sostenne comunque il marito Edward nel corso di questi primi anni, creando un rapporto di lavoro con il favorito e sfruttò la sua parentela con la monarchia francese per sostenere la propria autorità e il proprio potere. Dopo la morte di Gaveston per mano dei baroni nel 1312, Edward si rivolse a un nuovo favorito, Ugo Despenser il Giovane, e tentò di vendicarsi dei baroni, con la conseguente "guerra dei Despenser" e un periodo di politica di repressione interna. Isabella non potendo tollerare Ugo Despenser, entrò in conflitto con il marito e dal 1325 il suo matrimonio entrò in crisi.
Mentre viaggiava in Francia, con la scusa di una missione diplomatica, Isabella iniziò una relazione con Roger Mortimer: i due amanti decisero di deporre Edoardo II e cacciare la famiglia Despenser. La regina ritornò in Inghilterra con un piccolo esercito mercenario nel 1326: grazie a esso il re venne abbandonato dal suo esercito e, tramite un colpo di stato, Isabella depose Edoardo, diventando reggente per conto di suo figlio, Edoardo III. Molti hanno creduto che Isabella abbia organizzato in seguito l'omicidio del marito. Il regime di Isabella e di Mortimer iniziò a sgretolarsi, sia a causa delle spese sontuose della sovrana, sia per la riuscita, ma impopolare, risoluzione di problemi di lunga durata come le guerre con la Scozia.
Nel 1330 Edoardo III depose Mortimer, riprendendo la sua autorità, e facendolo in seguito giustiziare. La regina non venne punita e visse per molti anni nel lusso, seppur non alla corte del figlio, fino alla sua morte nel 1358. Isabella è divenuta una popolare femme fatale nei giochi e nella letteratura nel corso dei secoli, raffigurata solitamente come una bellissima e crudele manipolatrice.

## Biografia

### Giovinezza e matrimonio (1295-1308)

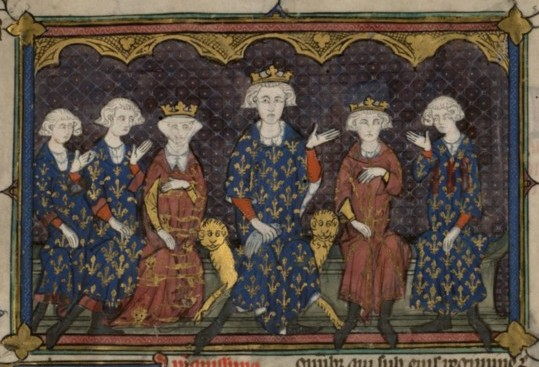
La famiglia francese di Isabella nel 1315: da sinistra, i fratelli Carlo e Filippo, Isabella, al centro re Filippo IV, alla cui si sinistra vi è il figlio Luigi e il fratello Carlo di Valois, zio di Isabella.

Isabella nacque a Parigi in una data incerta - sulla base dei cronisti e dalla data finale del suo matrimonio, probabilmente nacque tra il maggio e il novembre 1295. Negli annali di Wigmore è scritto che nacque nel 1292, e anche Peter Langtoft è d'accordo, sostenendo che avesse sette anni nel 1299. I cronisti francesi Guillaume de Nangis e Thomas Walsingham la descrivono come dodicenne al momento del suo matrimonio nel gennaio 1308, ponendo la sua nascita tra il gennaio del 1295 e del 1296.
La dispensa papale da Clemente V a novembre del 1305 consentì il matrimonio per procura immediato, nonostante il fatto che probabilmente avesse solo dieci anni. Dal momento che doveva raggiungere l'età canonica di sette anni prima del suo fidanzamento a maggio del 1303 e quella di dodici anni prima del matrimonio a gennaio del 1308, le prove suggeriscono che sia nata tra maggio e novembre 1295. I suoi genitori erano il re Filippo IV di Francia e la regina Giovanna I di Navarra, i fratelli Luigi, Filippo e Carlo divennero re di Francia.
Isabella nacque nella famiglia reale che governava lo stato più potente dell'Europa occidentale. Suo padre, il re Filippo, noto come "il Bello" a causa del suo aspetto avvenente, era un uomo stranamente impassibile, tanto che i contemporanei lo hanno descritto come «né un uomo, né una bestia, ma una statua». Storici moderni hanno notato che abbia «coltivato una reputazione per la regalità cristiana e [abbia] mostrato alcune debolezze della carne». Filippo cercò di centralizzare il potere reale in Francia, impegnandosi in una sequenza di conflitti per ampliare o consolidare l'autorità francese in tutta la regione, ma rimase continuamente a corto di denaro durante il suo regno. Apparve quasi ossessionato nella ricerca di ricchezza e terre, cosa di cui fu in seguito accusata anche la figlia. La madre di Isabella morì quando la bambina era ancora molto piccola: alcuni contemporanei sospettarono Filippo IV dell'omicidio della moglie Giovanna I, anche se probabilmente in modo errato.
Isabella crebbe al Louvre e al Palais de la Cité di Parigi, affidata a Teofania de Saint-Pierre, la sua balia, da cui ricevette una buona istruzione e che le insegnò a leggere, in seguito sviluppò un amore per i libri. Come era consueto per il periodo, tutti i figli di Filippo furono fatti sposare da giovani per il beneficio politico. Isabella fu promessa in sposa dal padre al re Edoardo II d'Inghilterra, mentre era ancora un bambino, con l'intenzione di risolvere i conflitti tra Francia e Inghilterra, riguardo ai possedimenti continentali inglesi in Guascogna, Angiò, Normandia e Aquitania. Papa Bonifacio VIII aveva sollecitato il matrimonio, già nel 1298 ma venne ritardato da dispute sui termini del contratto di matrimonio. Il re inglese Edoardo I tentò di rompere il fidanzamento più volte per ottenere un vantaggio politico, e solo dopo la sua morte nel 1307 il matrimonio ebbe luogo.
Isabella ed Edoardo si sposarono a Boulogne-sur-Mer il 25 gennaio 1308. Il guardaroba di Isabella può dare alcune indicazioni della sua ricchezza e stile: aveva abiti di seta, velluto, taffetà e stoffa, numerose pellicce, oltre 72 acconciature e cuffie; inoltre portò con sé due corone d'oro, stoviglie d'oro e d'argento e 419 metri di tela. All'epoca delle nozze Isabella venne descritta da Goffredo di Parigi come «la bellezza delle bellezze [...] del regno, se non di tutta Europa». Questa descrizione non era probabilmente solo adulazione di un cronista, dato che sia il padre che i fratelli di Isabella erano considerati uomini molto belli dai contemporanei ed era stato suo marito a soprannominarla "Isabella la Bella".
Isabella fu descritta come somigliante al padre e non alla madre, la regina regnante di Navarra, donna comune e paffuta. Ciò indica che Isabella era esile e diafana, anche se i canoni di bellezza del tempo favorivano le donne bionde e dal viso leggermente pieno: Isabella potrebbe avere seguito invece questo stereotipo. Durante la sua vita, Isabella venne descritta come affascinante e diplomatica, con una particolare abilità a convincere le persone a seguire le sue idee; in più, cosa insolita nel Medioevo, i contemporanei parlarono anche della sua grande intelligenza.

### Regina consorte
Come regina e moglie di Edoardo II la giovane Isabella affrontò numerose sfide. Edoardo II era bello, ma non "convenzionale", avendo probabilmente tresche romantiche con Pietro Gaveston e poi con Ugo Despenser il Giovane. Edoardo si era trovato in disaccordo con i baroni e, in particolare, anche con Thomas di Lancaster, pur continuando la guerra contro gli scozzesi che aveva ereditato da Edoardo I. Usando i suoi stessi sostenitori a corte, e con il patrocinio della sua famiglia francese, Isabella tentò di attuare un percorso politico attraverso queste sfide: con successo si alleò al Gaveston, ma dopo la sua morte per mano dei baroni la sua posizione divenne sempre più precaria. Edoardo cominciò a vendicarsi dei suoi nemici con un'alleanza sempre più brutale con la famiglia Despenser, in particolare con il suo nuovo favorito, Ugo Despenser il Giovane. Nel 1326 Isabella si trovò in maggior contrasto sia con Edoardo che con Ugo, vedendosi così costretta a offrirsi per prendere il potere e regnare in Inghilterra.

#### La caduta di Gaveston (1308-1312)
Il marito di Isabella era un personaggio inusuale nel Medioevo in cui si trovò a vivere. Egli incarnava l'archetipo del re Plantageneto alla perfezione: era alto, atletico e, all'inizio del regno, popolare fra i suoi sudditi. Edoardo però rifiutò di perseguire le occupazioni ritenute tipiche per un sovrano dell'epoca quali le giostre, la caccia e la guerra; si interessava invece di musica, poesia e lavori manuali. A questo si aggiunge la questione dell'orientamento sessuale di Edoardo: si può credere che egli fosse bisessuale, in un periodo in cui l'omosessualità era considerata un crimine grave, tuttavia non esistono testimonianze dirette e attendibili circa il suo orientamento. I contemporanei lo condannarono per la sequela di favoriti maschi di cui si circondò, accusandolo di amarli oltre ogni misura e altri si spinsero oltre parlando di relazioni peccaminose intercorse fra loro. Isabella ebbe da lui, in ogni caso, quattro figli e l'opinione che si sta facendo strada fra gli storici moderni è che con essi Edoardo avrebbe intrattenuto relazioni meramente platoniche.
Quando Isabella arrivò in Inghilterra Edoardo era già coinvolto in un profondo legame sentimentale con Pietro Gaveston, un soldato definito pomposo e arrogante, un uomo avventato e ostinato dotato di una personalità che, evidentemente, attraeva Edoardo. Durante la cerimonia nuziale il re scelse di sedere accanto all'amico/amante invece che accanto alla sposa tredicenne offendendo oltremodo i suoi zii Luigi d'Évreux e Carlo di Valois che in risposta rifiutarono di dare alla nipote le terre che le spettavano. In aggiunta Edoardo donò a Pietro i gioielli della moglie che li indossò in pubblico. La relazione fra Isabella e Pietro era estremamente complessa. L'opposizione dei baroni capitanata da Tommaso Plantageneto stava aumentando e Filippo IV di Francia li andava foraggiando usando Isabella e il suo seguito quali intermediari.
Edoardo fu forzato a confinare Pietro in esilio in Irlanda e cominciò a dimostrare a Isabella maggior rispetto donandole anche delle terre, in cambio Filippo cessò di finanziare i baroni. Pietro tornò presto dall'Irlanda e dal 1309 al 1311 i tre parvero trovare un equilibrio che permise quella sorta di strana convivenza che si instaurò. Intanto Tommaso, nemico principale di Pietro, cominciava a considerare la regina come un'alleata di quest'ultimo mentre lei, dal canto suo, iniziava a costruirsi una propria rete di sostenitori a corte trovando appoggio principalmente nei Beaumont, opposti ai Lancaster di cui Tommaso faceva parte. I Beaumont erano francesi come lei e il membro più anziano della famiglia, Isabella de Vesci, era stata una delle più intime confidenti di Eleonora di Castiglia e ora, supportata dal fratello Enrico di Beaumont, divenne intima con Isabella.
Nel 1311 Edoardo condusse una fallimentare campagna contro gli scozzesi nel corso della quale lui e la moglie riuscirono a salvarsi a fatica dalla cattura, subito dopo i baroni insorsero ancora costringendo il re a firmare le Ordinanze del 1311. In base a queste non solo Gaveston, ma che la De Vesci e suo fratello vennero espulsi dalla corte. Il 1312 vide l'esplodere di una guerra civile fra il re e i baroni a causa di Pietro, in quest'occasione Isabella rimase al fianco del marito e scrisse lettere furiose agli zii chiedendo supporto. Il re lasciò la moglie presso il priorato di Tynemouth per andare a sconfiggere i baroni, ma l'impresa non gli riuscì, egli dovette darsi alla fuga e l'intera faccenda si risolse in un disastro. Edoardo scappò e così Pietro che si rifugiò al castello di Scarborough dove i baroni lo circondarono e lo catturarono e Tommaso insieme a Guy de Beauchamp, X conte di Warwick furono fra coloro che si assicurarono di giustiziarlo. Il rivale di Isabella per l'affetto del marito era morto, ma la situazione in Inghilterra restava altamente instabile.

#### Tensione crescente (1312-1321)
In tutto il decennio successivo la tensione non fece che crescere. Nel 1312 Isabella diede alla luce il suo primogenito Edoardo, ma entro la fine dell'anno l'atmosfera a corte cambiò di nuovo. Edoardo faceva molto assegnamento sui parenti della moglie tanto che uno dei suoi zii, Luigi, era venuto da Parigi per assisterlo, ma Hugh le Despenser, I conte di Winchester faceva ormai parte del circolo privato del re dando il via all'era del dominio dei Despenser sulla corte. I Despenser erano nemici dei Lancaster e dei loro alleati nelle marche gallesi ed ebbero vita facile nel trovare un'alleanza con Edoardo che cercava vendetta per la morte di Pietro.
Nel 1313 Isabella andò in Francia per assicurarsi supporto dalla famiglia e il viaggio culminò in quello che è ricordato come lo scandalo della torre di Nesle, il viaggio fu piacevole e con molte feste a dispetto delle ferite che ella riportò quando la sua tenda prese fuoco. Durante la visita agli zii avevano organizzato uno spettacolo di teatro dei burattini e dopo la rappresentazione Isabella e il marito avevano donato nuovi portamonete ricamati ai suoi fratelli e alle sue cognate. I due tornarono a casa con la promessa dell'aiuto dei francesi in tasca contro i baroni inglesi, più tardi in quello stesso anno il re e la moglie diedero un banchetto per celebrare il loro ritorno a casa e Isabella notò che due dei portamonete che aveva regalato alle cognate erano ora portati da due cavalieri Normanni Gautier e Philippe d'Aunay. Isabella ne arguì che le due stavano portando avanti delle relazioni illecite e quando tornò in Francia poco dopo, nel 1314, avvertì il padre dando luogo, appunto, allo scandalo della torre di Nesle che portò conseguenze legali per tre delle sue cognate.

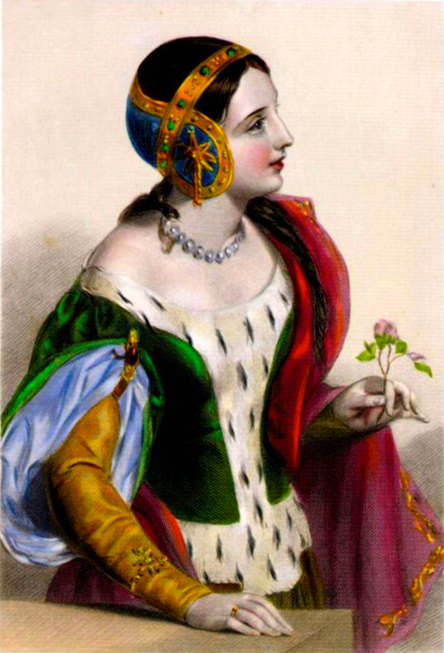
Litografia raffigurante Isabella.

Bianca di Borgogna e Margherita di Borgogna vennero imprigionate a vita per adulterio, mentre Giovanna II di Borgogna fu imprigionata per un anno, in quanto colpevole solo di aver nascoste le relazioni illecite delle precedenti. La reputazione di Isabella in Francia ne risentì, ma a nord le cose stavano andando anche peggio. Edoardo tentò ancora di annientare gli scozzesi con una nuova campagna militare che si risolse nella disastrosa sconfitta alla battaglia di Bannockburn e i baroni lo colpevolizzarono. Tommaso reagì alla disfatta aumentando il proprio potere in Inghilterra e tagliando i fondi alla regina, a peggiorare ancora di più le cose fu la grande carestia del 1315-1317 che fece non solo perdere molto denaro, ma, peggio ancora, molte vite.
Nel 1316 Isabella partorì Giovanni, ma nonostante due figli maschi la posizione di Edoardo restava precaria. Due anni dopo a Oxford fece la sua comparsa tale John Deydras che affermò di essere il vero figlio di Edoardo I d'Inghilterra scambiato in culla con Edoardo. Millantare di essere il vero re condusse Deydras al patibolo in quello stesso anno, ma la crescente impopolarità del sovrano fece sì che la voce si spargesse largamente e pare che Isabella fosse rimasta molto turbata dall'accaduto. La regina rispose alla crisi avvicinandosi sempre più a Enrico di Beaumont in opposizione ai Lancaster e sua sorella tornò a essere la sua consigliera e si ritagliò un sempre maggior ruolo nel governo del paese come il presenziare alle riunioni del consiglio.
James Douglas, uno dei generali di Roberto I di Scozia fece dei piani per catturare Isabella nel 1319 e solo per un soffio ella riuscì a scappare. I sospetti per l'accaduto caddero sui Lancaster e uno dei cavalieri del re, Edmund Darel, venne arrestato con l'accusa di aver rivelato il luogo in cui era la regina nonostante le accuse contro di lui fossero tutt'altro che provate. Nel 1320 Isabella si recò con il marito in Francia per convincere il fratello Filippo V di Francia a fornire ulteriore supporto per sconfiggere i baroni.
Nel frattempo Ugo Despenser il Giovane diventò il nuovo favorito di Edoardo e a quei tempi venne ampiamente creduto che i due intrattenessero una relazione sessuale. I due erano della stessa età e Despenser padre aveva supportato il re e Gaveston pochi anni prima, a questo si deve aggiungere che essi erano nemici dei Lancaster e con il sostegno di Edoardo iniziarono a fortificare la loro base di potere nelle Marche gallesi finendo per farsi nemico sia Roger Mortimer di Chirk che suo nipote Ruggero Mortimer, I conte di March, entrambi loro rivali per il controllo delle marche.
Se Isabella era stata in grado di trovare un modo per convivere con Gaveston presto fu altrettanto chiaro che non sarebbe stato possibile fare lo stesso con Ugo, per sua sfortuna ella era ancora in pessimi rapporti con i Lancaster e questo chiudeva molte delle sue possibilità di manovra. Nel 1321 i Lancaster chiesero l'esilio dei Despenser inviando a Londra un contingente di truppe, Aymer de Valence, II conte di Pembroke, un nobile con forti legami con la Francia chiese alla regina di intervenire in modo da evitare una guerra, ed ella si inginocchiò pubblicamente perché il marito acconsentisse al loro esilio fornendogli nel contempo una scusa che gli salvasse la faccia. Il re disse di sì, ma programmò di farli tornare appena possibile.

#### Il ritorno dei Despenser (1321-1326)
A dispetto della dilazione fornita dall'intervento della regina la tensione fra tutte le fazioni che circondavano Edoardo, la moglie, i Despenser e i baroni, rimase estremamente alta e diverse forze militari erano ancora in movimento per il paese. In quel periodo Isabella andò in pellegrinaggio a Canterbury, ma nel viaggio deviò dal percorso abituale fermandosi al castello di Leeds capitanato da Bartholomew de Badlesmere (1275 circa-14 aprile 1322), egli era stato fra gli attendenti della corte di Edoardo, ma dal 1321 si era unito a coloro che gli si opponevano. In quel momento egli era assente e diversi storici ritengono che la sosta di Isabella fosse calcolata in modo da dare al marito un casus belli. Nel castello c'era solo sua moglie Margaret de Clare che ne era anche a capo e quando ella rifiutò l'accesso alla regina senza il consenso del marito ne nacque una scaramuccia poiché sulla scorta della regina era caduta una pioggia di frecce, era l'inizio della guerra dei Despenser.
Edoardo mobilitò il proprio esercito e mentre metteva sotto assedio il castello di Leeds a Isabella venne assegnata la guida della Court of Chancery, Leeds cadde il 31 ottobre e Margaret insieme ai figli venne spedita alla Torre di Londra, mentre tredici uomini della guarnigione vennero impiccati. Nel mese di gennaio i Mortimer vennero costretti alla resa grazie anche alle forze fornite dai Despenser tornati in patria e in marzo Tommaso Plantageneto e altri nobili vennero sconfitti alla battaglia di Boroughbridge, Tommaso venne giustiziato, Edoardo e i Despenser avevano vinto. Ugo era di nuovo il favorito del re e nei quattro anni che seguirono essi imposero un duro governo sopra la nazione, una sorta di vendetta consistente nella confisca di terreni, imprigionamenti su larga scala, esecuzioni e punizioni estese a tutti i membri dell famiglie, comprese le donne e gli anziani. Queste azioni vennero condannate dai cronacotecari dell'epoca e la stessa Isabella dovette esserne preoccupata, perché alcune delle vedove perseguitate erano sue amiche.
I rapporti fra lei e Ugo andarono peggiorando, i Despenser rifiutarono di pagarle del denaro dovutole o di restituirle i castelli di Marlborough e di Devizes. Alcuni autori hanno peraltro suggerito che potrebbero esservi le prove che Ugo avesse in un qualche modo tentato di assalire fisicamente Isabella, sicuramente dopo Boroughbridge Edoardo iniziò a essere meno generoso nei suoi doni alla moglie e nulla del bottino raccolto in battaglia andò a lei. Per giunta in quello stesso periodo ella corse un grave rischio nel corso di un'altra fallimentare campagna di Edoardo contro gli scozzesi in un modo che avvelenò per sempre i rapporti con il marito e i Despenser. Isabella e il marito avevano viaggiato insieme verso nord all'inizio della campagna autunalle e prima della disastrosa battaglia di Old Byland Edoardo era tornato a sud, apparentemente per radunare altri uomini, e Isabella era stata mandata al priorato di Tynemouth.
Con l'esercito scozzese in marcia ella si era preoccupata per la propria sicurezza e aveva chiesto l'intervento del marito, egli aveva quindi proposto di inviarle degli uomini dei Despenser, ma Isabella aveva rifiutato chiedendo l'intervento di uomini di più provata fiducia. Mentre si ritirava verso sud con i Despenser Edoardo non capì la portata della situazione con il risultato che la moglie si trovò tagliata fuori da ogni aiuto con gli scozzesi da un lato e le coste pattugliate dalle navi fiamminghe alleate degli scozzesi. A quel punto ella fu costretta a impiegare alcuni uomini del proprio seguito perché mantenessero gli scozzesi a distanza mentre alcuni altri cavalieri requisivano una nave, alla fine tutti riuscirono a mettersi in salvo su un vascello, ma due delle sue dame di compagnia persero la vita. Una volta in mare riuscirono a evitare i fiamminghi attraccando più a sud e dirigendosi verso York. Isabella era furiosa con il marito, che dal suo punto di vista l'aveva lasciata in mano al nemico, e con i Despenser per averlo convinto a ritirarsi invece di mandarle aiuto.
Da quel momento ella si separò quasi formalmente dal marito permettendogli di vivere con Ugo, alla fine del 1322 Isabella lasciò la corte per un viaggio di dieci mesi nel paese che compì da sola, l'anno seguente vide brevemente il marito, ma rifiutò di prestare un giuramento di fedeltà ai Despenser e venne privata del diritto di dare protezione regale a chi la chiedeva. Alla fine del 1324 i rapporti fra Francia e Inghilterra andarono inasprendosi e il marito e i Despenser reagirono confiscando le terre di Isabella, subentrarono nella direzione del suo seguito e arrestarono il personale di origine francese. La più giovane delle sue figlie, Giovanna, nata tre anni prima fu presa dalla sua custodia e messa nelle mani dei Despenser, è possibile che fu in quel momento che Isabella avesse compreso che il suo matrimonio era finito e che fosse ora di considerare soluzioni più radicali.

### L'invasione dell'Inghilterra
Dal 1325 il matrimonio fra Isabella ed Edoardo aveva subito la rottura definitiva ed ella doveva confrontarsi con il fatto che suo marito era sempre più nella presa di Ugo, il suo favorito. Con la confisca delle sue terre e l'arresto di parte del suo seguito ella dovette valutare altre opzioni e quando suo fratello Carlo IV di Francia confiscò alcuni possedimenti del cognato ella si recò in Francia inizialmente con l'incarico di ristabilire la pace fra i due paesi. La sua presenza laggiù divenne tuttavia un rischio per tutti gli oppositori di Edoardo ed ella mise insieme un esercito da opporre al marito insieme a Ruggero Mortimer, I conte di March che divenne poi il suo amante. Isabella e Ruggero tornarono in Inghilterra con un esercito di mercenari e il paese venne in breve sottomesso, Ugo e suo padre vennero arrestati e giustiziati ed Edoardo venne costretto ad abdicare, se egli fosse stato poi più o meno assassinato è ancora oggetto di dibattito. Isabella governò per il figlio Edoardo fino al 1330 quando questi depose Mortimer e governò autonomamente.

#### Tensioni in Guascogna (1321-1325)
Fra i titoli di Edoardo c'era anche quello di duca d'Aquitania e per questo doveva rendere omaggio al re di Francia per le proprie terre in Guascogna. Tre dei fratelli di Isabella avevano regnato brevemente, Edoardo aveva evitato di dare omaggio a Luigi X di Francia e si arrese a farlo quando ascese Filippo V di Francia sotto il peso di grandi pressioni. Quando gli successe Carlo IV Edoardo tentò di nuovo di evitarlo ottenendo solo di aumentare le tensioni già esistenti, uno degli elementi di disputa erano i confini della provincia guascona di Agenais. La tensione salì a novembre del 1323 in seguito alla costruzione di una bastide, una città fortificata, a Saint Sardos da parte di un vassallo francese. Le forze di Guascogna la distrussero e in cambio Carlo attaccò, senza successo, il villaggio di Montpezat, ne seguì la guerra di Saint-Sardos nella quale lo zio di Isabella, Carlo di Valois, prese l'Aquitania dal controllo inglese, nel 1324 Carlo IV ne occupò la gran parte, tranne le aree costiere.
Edoardo non voleva andare in Francia, la tensione in patria era pesante e nel 1324 c'era stato un tentativo di assassinare lui e Ugo, mentre l'anno seguente si vociferò che qualcuno avesse assunto il mago John di Nottingham perché li uccidesse con la necromanzia. Nel frattempo bande militari occupavano aree dell'Inghilterra e il re temeva che se egli si fosse allontanato, anche per poco, i nobili ne avrebbero approfittato per insorgere e vendicarsi dei Despenser. Carlo mandò quindi un messaggio al cognato tramite papa Giovanni XXII dicendogli che era disposto a rivedere la confisca dei suoi possedimenti se gli cedeva l'Agenais e gli rendeva omaggio per le restanti terre e il papa propose che Isabella facesse da ambasciatrice ed ella accettò.
Ella promise di tornare in Inghilterra per l'estate e a marzo del 1325 era a Parigi dove negoziò rapidamente una tregua sulla Guascogna, suo figlio Edoardo sarebbe dovuto andare presso lo zio e rendergli omaggio in vece del padre. Edoardo arrivò in Francia e in settembre rese omaggio a Carlo, Isabella a quel punto sarebbe dovuta tornare a casa, ma rimase presso i parenti insieme al figlio. Edoardo scrisse più volte al papa e al cognato preoccupato per l'assenza della moglie senza nessun profitto. Carlo dal canto suo rispose che Isabella era venuta liberamente e altrettanto liberamente poteva andarsene, dal canto suo lui si rifiutava di espellerla. Nel frattempo i messaggi portati da Walter de Stapledon (1º febbraio 1261-15 ottobre 1326) e altri agenti del re non erano incoraggianti, Isabella aveva pubblicamente umiliato Stapledon e attorno a lei si raccoglievano i nemici del re, Isabella si vestiva come una vedova asserendo che Ugo aveva distrutto il suo matrimonio ed ella stava mettendo insieme una corte di esiliati, fra cui Edmondo Plantageneto e Giovanni di Bretagna, fu in quel periodo probabilmente che ella iniziò la propria relazione con Ruggero Mortimer.

#### Roger Mortimer (1325-1326)
Ruggero Mortimer, I conte di March era un potente signore delle Marche sposato con Giovanna de Geneville, II baronessa di Geneville da cui aveva avuto dodici figli, egli era stato imprigionato alla Torre a seguito della fine della Guerra dei Despenser e se suo zio Roger Mortimer di Chirk vi era morto nello stesso anno egli era riuscito a fuggire nel 1323. Ruggero era riuscito a fare un buco nel muro della cella, da lì era salito al tetto ed era disceso con l'aiuto di una fune fornitagli da un complice, aveva raggiunto il Tamigi e poi la Francia. Storici di epoca vittoriana suggeriscono che fu Isabella ad aiutarlo nella fuga perché la loro relazione era già iniziata, tuttavia la maggior parte degli storici crede che non vi siano sostanziali prove a carico di questa teoria e che i due non condividessero un rapporto di una certa rilevanza prima del loro incontro a Parigi. Isabella e Ruggero si erano incontrati grazie a sua cugina Jeanne di Valois che aveva avvicinato Isabella proponendo un'alleanza fra le loro due famiglie che sarebbe avvenuta con il matrimonio fra il principe Edoardo e la figlia di Jeanne Filippa di Hainaut.
La relazione fra Isabella e Ruggero dovrebbe essere iniziata attorno al mese di dicembre 1325. Ella facendolo si assunse un certo rischio: nella società del tempo l'infedeltà femminile era severamente punita e le conseguenze potevano essere fatali, come dimostra il destino delle cognate di Isabella. Quel che li spinse ad avvicinarsi è ancora oggetto di dibattito, molti storici ritengono che, al di là dell'attrazione fisica i due condividessero l'interesse per le leggende sul re Artù e l'amore per la raffinatezza, oltre ovviamente all'odio per i Despenser. Portando il figlio con sé Isabella e Ruggero si recarono presso la corte di Guglielmo I di Hainaut nell'estate del 1326 e lì il principe venne fidanzato a Filippa in cambio di una sostanziosa dote. Ella usò quel denaro oltre a una somma fornitale dal fratello per radunare un esercito di mercenari cui si aggiunse un piccolo contingente dell'Hainaut. Quale parte dell'accordo matrimoniale vennero fornite anche delle Man-of-war e altri vascelli, ora Edoardo aveva motivo di temere un'invasione e nel mese di settembre Isabella e Ruggero salparono per l'Inghilterra.

#### La presa di potere (1326)
Isabella e Ruggero, riusciti a evitare le flotte di Edoardo, attraccarono il 24 settembre nei pressi del fiume Orwell, sulla costa orientale. Il loro esercito era piccolo, forse composto da duemila uomini e dopo avere tentennato per cercare di capire dove erano approdati, Isabella ordinò di muoversi verso l'entroterra. Anche lei, vestita da vedova, seguì l'esercito. Le milizie locali assoldate per fermarli si unirono a lei e il giorno dopo arrivò a Bury St Edmunds e poco dopo giunse a Cambridge, dove suo cognato Tommaso la raggiunse così come fece Enrico Plantageneto, zio di Edoardo. Già il 27 voci di un'imminente invasione avevano raggiunto il re e i Despenser, quindi il sovrano ordinò agli sceriffi locali di mobilitare un'opposizione in grado di fermarli, ma presto anche la capitale divenne poco sicura data l'inquietudine dei cittadini ed Edoardo decise di lasciare la città. Il 2 ottobre Isabella era a Oxford dove trovò di nuovo una calorosa accoglienza, nello stesso giorno Edoardo lasciò Londra per il Galles e Isabella, che ormai aveva in mano un'effettiva alleanza con i Lancaster, poteva contare sull'appoggio di tutti gli oppositori del marito.
Da lì ella si diresse verso la capitale, il 7 ottobre fece tappa a Dunstable. Intanto Londra era nelle mani della folla e Walter Stapledon, non realizzando quanto ormai il potere reale fosse al collasso, intervenne per salvare le proprie proprietà dai rivoltosi. La gente, che non l'aveva mai amato, lo assalì uccidendolo e la sua testa venne quindi spedita a Isabella. Il 9 Edoardo era a Gloucester e Isabella si diresse rapidamente verso ovest nel tentativo di isolarlo, ma giunse una settimana dopo lo stesso giorno in cui egli varcò i confini del Galles.
Intanto Despenser padre tenne Bristol in modo da poter tentare di arginare l'avanzata di Isabella, e lei e Ruggero misero la città sotto assedio dal 18 al 26 ottobre e quando questa cadde ella riuscì a riprendere le figlie Joan ed Eleonora Plantageneta che erano sotto la tutela dei Despenser. Abbandonato dalla corte e sempre più solo Edoardo tentò di fuggire con Ugo sull'isola di Lundy, ma il cattivo tempo li respinse più volte contro le coste gallesi. Intanto Isabella che ormai aveva preso Bristol fece base a Hereford, presso i confini, e ordinò a Henry Plantageneto di trovare suo marito e arrestarlo. Dopo una quindicina di giorni spesi a scappare Edoardo e Ugo vennero presi nei pressi del villaggio di Llantrisant il 16 novembre.
Le vendette iniziarono subito: Hugh Despenser padre venne arrestato subito e nonostante i tentativi di Isabella di proteggerlo, venne giustiziato dai Lancaster che diedero il corpo in pasto ai cani. Altre teste caddero, Edmund FitzAlan, IX conte di Arundel, che aveva avuto molte delle terre confiscate ai Mortimer nel 1322 venne giustiziato il 17 novembre mentre lo stesso Ugo Despenser venne ucciso il 24 e una grande folla si radunò in attesa dell'esecuzione. La folla lo prese dal suo cavallo, lo spogliò e gli scarabocchiò addosso versetti biblici sulla corruzione, quindi venne portato in città e presentato di fronte a Isabella, Ruggero e i Lancaster. Egli venne condannato all'impiccagione come i ladri e alla castrazione, quindi venne fatto a pezzi come un traditore e i brandelli vennero spediti in giro per l'Inghilterra. Una volta che il nocciolo degli alleati dei Despenser venne distrutto Isabella e Ruggero iniziarono a mostrare maggiore freno: alcuni nobili vennero perdonati e molti degli ufficiali di corte di vecchia nomina vennero riconfermati. Ovviamente c'era ancora una questione, Edoardo era il marito di Isabella, era vivo ed era il legittimo re.

#### La morte di Edoardo (1327)
Edoardo era stato posto sotto la custodia dello zio Henry Plantageneto, ma Isabella era preoccupata che attorno a lui si costituisse un nucleo di supporto e in novembre ella entrò alla Torre, nominò sindaco uno dei suoi sostenitori e convocò un consesso di nobili a Wallingford per discutere del destino di Edoardo. Tale concilio concluse che egli doveva essere deposto e considerato agli arresti per il resto della vita, decisione che venne ratificata dal Parlamento d'Inghilterra presieduto dai seguaci di Isabella e Ruggero. La sessione iniziò a gennaio del 1327 e il caso venne sostenuto da Adam Orleton (morto 1345), sostenitore di Isabella. Il principe Edoardo venne dichiarato re con il nome di Edoardo III d'Inghilterra e, vista la sua minore età, sua madre sarebbe stata reggente. Tuttavia la situazione era tutto meno che chiara: alcuni legislatori del regno consideravano Edoardo come il legittimo sovrano a dispetto di ogni decisione del parlamento e tutti sapevano che egli poteva essere molto vendicativo.
Quel che fu di Edoardo, e il ruolo che Isabella rivestì nella vicenda, sono ancora oggi oggetto di acceso dibattito. Il poco su cui si è concordi è che la regina e Ruggero spostarono Edoardo dal castello di Kenilworth a quello più sicuro di Berkeley, dove fu posto sotto la custodia di Thomas de Berkeley, III barone Berkeley (1293 o 1296 – 27 ottobre 1361). Il 23 settembre 1327 Isabella e Ruggero vennero informati che Edoardo era morto durante la prigionia per un incidente; egli venne sepolto alla cattedrale di Gloucester e il suo cuore venne mandato alla vedova. Dopo i funerali per molti anni si vociferò che Edoardo fosse vivo, ma esiliato, in Europa: tale teoria emerge chiaramente dalla cosiddetta "lettera di Fieschi" senza che però nessuna prova concreta sia mai stata portata a supporto di tali supposizioni. Secondo le leggende, Isabella e Ruggero idearono il suo omicidio in modo che la colpa non ricadesse su di loro, spedendo il famoso ordine Eduardum occidere nolite timere bonum est, la cui interpretazione è opposta a seconda di dove si metta la virgola: non temete di uccidere Edoardo, è cosa buona, oppure non uccidete Edoardo, è bene aver paura. In realtà ci sono poche prove che attestino che qualcuno abbia ordinato il suo omicidio o che una qualunque disposizione sia stata scritta in proposito. Anche la tradizione che vuole Edoardo ucciso con un attizzatoio non ha fonti coeve a supporto.
La storiografia del XX secolo ritiene che Edoardo sia morto al castello di Berkeley o per ordine della regina o per una malattia derivata dalla prigionia, e che le voci di una sua sopravvivenza all'estero non siano altro che teorie fantasiose, del tipo di quelle circolate su Giovanna d'Arco al tempo della sua morte. Tre storici contemporanei tuttavia offrono altre interpretazioni. L'ipotesi formulata da Paul Doherty, basandosi principalmente sulla lettera di Fieschi, vuole che Edoardo scappasse da Berkeley con l'aiuto di un uomo chiamato William Ockle: questi in seguito avrebbe assunto il nome di William il gallese girando l'Europa e spacciandosi per il re spodestato con lo scopo di attirare su di sé i sospetti e di allontanarli dal vero Edoardo. Il re sarebbe quindi vissuto nascosto sul continente, e, ovviamente, a Gloucester sarebbe stato seppellito sepolto qualcuno che gli somigliava.
Secondo la seconda di queste ipotesi storiografiche, formulata da Ian Mortimer e focalizzata su alcuni documenti coevi, sarebbe invece stato Ruggero a organizzare una finta fuga per poi portare segretamente Edoardo in Irlanda. Qui, il deposto re avrebbe alla fine riacquistato la libertà, ma, siccome non era bene accetto nemmeno dopo la caduta di Ruggero e Isabella, sarebbe dovuto riparare in Europa e, solo in seguito, suo figlio lo avrebbe fatto seppellire davvero a Gloucester.
Secondo Alison Weir, infine, partendo ancora dalla lettera di Fieschi, Edoardo sarebbe sfuggito ai propri carcerieri, uccidendone uno nella fuga e scegliendo quindi di vivere da eremita. Colui che venne seppellito al suo posto sarebbe stato proprio il carceriere ucciso.
Tutte queste ipotesi revisionistiche concordano che Isabella e Ruggero proclamarono pubblicamente la morte del re pur sapendo che questa non corrispondeva alla verità, ed esse non appaiono comunque condivise dalla storiografia prevalente.

### Gli ultimi anni
Isabella e Ruggero governarono insieme per quattro anni e il periodo in cui Isabella agì da reggente fu contrassegnato dall'acquisizione di ingenti somme di denaro e di terre. Quando l'alleanza con i Lancaster cominciò a disintegrarsi ella rimase comunque fedele a Ruggero e Isabella perse tutto il suo potere quando il figlio Edoardo III d'Inghilterra depose Ruggero con un abile colpo di mano prendendo nelle proprie mani le sorti del regno. A differenza dell'amante, Isabella sopravvisse al cambiamento di potere rimanendo un ricco e influente membro della corte sebbene non ritornò mai più a esercitare un ruolo politico attivo.

#### La reggenza (1326-1330)
Il regno congiunto di Isabella e Ruggero resse per quattro anni prima che la fragile alleanza politica che li aveva portati al potere cadesse. Nel 1328 suo figlio Edoardo III d'Inghilterra sposò Filippa di Hainaut come stabilito prima che l'Inghilterra venisse invasa. La cerimonia fu lussuosa e i londinesi acclamarono l'evento. Isabella e Ruggero intanto avevano iniziato una tendenza che portarono avanti fino alla fine: accumulare ricchezze. Già con le terre di sua proprietà, che le erano state ridate, Isabella era enormemente ricca, ma ne andò accumulando anche di più. Isabella si donò la somma di 12000 £ e suo figlio gliene donò altri 20000 £ per pagare alcuni debiti. Quando Edoardo venne incoronato, sua madre estese i propri possedimenti terrieri fino a raggiungere la rendita annua di 13333 £, facendo di lei una delle più ricche proprietarie terriere del regno. Per altro dopo il matrimonio di Edoardo con Filippa ella rifiutò di renderle la propria controdote com'era d'uso a quei tempi. Anche Ruggero, come suo amante e come effettivo primo ministro, dopo un inizio in sordina cominciò ad accumulare ricchezze e titoli molto rapidamente, specialmente nelle marche.
Il loro nuovo regime dovette fronteggiare anche alcuni problemi di politica estera che Isabella fronteggiò con una sorta di realismo politico. Il primo di questi era il fatto che le numerose e infruttuose guerre di Edoardo II contro gli scozzesi avevano dato luogo a spese ingentissime e Isabella decise di porvi fine attraverso la diplomazia. Edoardo all'inizio si oppose e solo dopo che ebbe ceduto si procedette alla firma del trattato di Edimburgo-Northampton che venne ratificato dal matrimonio fra Davide II di Scozia con Giovanna Plantageneta ed Edoardo dovette rinunciare a ogni pretesa sul trono di Scozia, in cambio gli scozzesi promisero aiuto militare in ogni occasione eccetto che contro i francesi oltre a 20000 £ quale compenso per le razzie nell'Inghilterra del nord. Nessun compenso andò ai nobili che avevano perso i loro possedimenti scozzesi che finirono invece nelle tasche di Isabella. Per quanto il trattato avesse posto, per ora, fine a una guerra lunga e dissanguante non venne ben accettato dal popolo e contribuì a innalzare un senso di scontento crescente nei confronti di Isabella. Il secondo nodo fu la situazione in Guascogna: Isabella riaprì i negoziati con Parigi ottenendo un trattato per il quale il grosso della provincia, meno che l'Agenais, sarebbe tornato all'Inghilterra in cambio del pagamento di 50.000£ di multa. Anche questo in Inghilterra non riscosse successo a causa della clausola sull'Agenais.
Henry Plantageneto fu tra i primi a rompere con la regina e Ruggero, fin dal 1327 era irritato per il loro comportamento al governo e Isabella rispose cominciando a estrometterlo dalle attività di governo. Quando poi venne siglato il trattato di Northampton il Plantageneto si infuriò e oltre a rifiutarsi di presenziare a corte iniziò a raccogliere supporto fra i cittadini di Londra. Isabella rispose con una mossa volta a garantirsi le simpatie dei sudditi perseguendo e appoggiando la rivendicazione di Edoardo sul trono di Francia e spedì i propri consiglieri in Francia per chiedere un riconoscimento ufficiale della propria campagna. Tuttavia la nobiltà francese fu tutt'altro che impressionata e giacché Isabella mancava dei fondi per dare vita a una campagna militare ella iniziò a corteggiare i vicini dei francesi arrivando a proporre il matrimonio del proprio figlio Giovanni Plantageneto con una principessa del regno di Castiglia.
Dalla fine del 1328 il Paese parve ancora sull'orlo della guerra civile con i Lancaster che mobilitarono il proprio esercito contro Isabella e Ruggero, a gennaio del 1329 le forze della regina sotto il comando dell'amante presero la roccaforte dei Lancaster di Leicester seguita dalla città di Bedford. Isabella, in sella a un cavallo da guerra e con tanto di armatura, insieme al figlio marciò rapidamente verso nord e alla fine sottomise i Lancaster. il Plantageneto scappò dalla morte a stento, ma l'ammenda che venne condannato a pagare ne minò il potere per sempre. Isabella fu misericordiosa con coloro che si erano alleati con lui anche se taluni, come il suo vecchio sostenitore Enrico di Beaumont con cui si era guastata a seguito delle ingenti perdite di terre in Scozia, fuggirono in Francia.
A dispetto della sconfitta dei Lancaster il malcontento continuò a crescere. Edmondo, conte di Kent, che nel 1326 si era schierato con la regina, aveva cominciato a ripensare alla propria decisione e stava meditando di tornare sui propri passi. Edmondo era in contatto con altri nobili che la pensavano come lui inclusi Enrico di Beaumont e sua sorella Isabella de Vesci e nel 1330 si trovò coinvolto in una cospirazione volta a restaurare Edoardo II che, a suo parere, era ancora vivo. Isabella e Ruggero scoprirono la cospirazione e arrestarono coloro che erano coinvolti incluso Edmondo e altri fra cui Simon Mepeham, arcivescovo di Canterbury (morto nel 1333). Edmondo contava di essere perdonato e suo nipote Edoardo era di certo di quell'avviso (Edmondo era fratellastro di Edoardo II), ma Isabella insistette per la sua esecuzione ed egli venne giustiziato nel marzo di quell'anno. L'esecuzione stessa fu un fiasco, il boia si rifiutò di ucciderlo e fu assunto per la bisogna un piccolo criminale locale che era stato condannato a morte egli stesso, ma che era stato perdonato a patto che portasse a termine l'esecuzione. Isabella de Vesci riuscì a evitare ogni pena, anche se era coinvolta nella cospirazione.

#### La caduta di Mortimer (1330)
A partire dalla metà del 1330 il regime di Isabella e Ruggero divenne via via più insicuro ed Edoardo III era sempre più frustrato per la presa che Ruggero aveva sul potere di governo. Alcuni storici, con più o meno sicurezza, hanno affermato che attorno al 1329 Isabella poteva essere incinta; un figlio di Ruggero con sangue reale non solo avrebbe rappresentato un problema politico per la regina ma sarebbe stato una sfida per il trono dello stesso Edoardo. Edoardo in silenzio mise insieme un certo supporto attingendo sia dalla Chiesa che dai laici e in quel mentre Isabella e Ruggero si rifugiarono nel castello di Nottingham circondandosi di truppe leali.
In autunno Ruggero stava investigando su un'altra cospirazione quando sfidò un giovane nobile, tale Montague, durante un interrogatorio e in quell'occasione Ruggero disse che la sua parola valeva più di quella del re. Un'affermazione pericolosa che Montague riportò a Edoardo il quale capì che era il momento di agire e il 19 ottobre Montague condusse 23 soldati attraverso un passaggio segreto che portava al castello. Intanto nel mastio Isabella, Ruggero e altri nobili che parteggiavano per loro stavano discutendo su come e quando arrestare Montague quando egli stesso apparve insieme ai propri uomini, ne nacque un combattimento e Ruggero venne sopraffatto mentre si trovava nelle proprie stanze.
Isabella si gettò ai piedi del figlio dicendo le famose parole: "Gentile figlio, abbi pietà del dolce Mortimer". Le truppe lancasteriane presero rapidamente il controllo del castello lasciando il controllo del governo a Edoardo, il parlamento venne convocato il mese dopo e Ruggero venne accusato di tradimento mentre Isabella fu presentata come la vittima innocente e nessun riferimento alla sua relazione con Ruggero venne resa pubblica. Poco dopo Ruggero venne giustiziato a Tyburn ed Edoardo, con clemenza, concesse che egli non venisse sottoposto né a squartamento, né a sventramento.

#### Il ritiro (1330-1358)
Subito dopo Isabella venne portata al castello di Berkhamsted e poi fu posta agli arresti presso il castello di Windsor fino al 1332 quando tornò al proprio castello di Rising nel Norfolk. La storica vittoriana Agnes Strickland teorizzò che durante la sua prigionia ella soffrisse di qualche eccesso di pazzia, sebbene gli storici moderni propendano più per un collasso nervoso a seguito della morte dell'amante. Isabella rimase estremamente ricca nonostante le fosse stato chiesto di rendere gran parte delle sue terre, nel 1331 le venne assegnata una rendita annua di 3.000£ che salì a 4.000 nel 1337. Nel Norfolk ella visse nel lusso circondata da menestrelli, cacciatori, gentiluomini di corte e altri lussi e poté viaggiare per l'Inghilterra.
Nel 1342 venne addirittura suggerito che ella si recasse a Parigi per partecipare a dei negoziati di pace, ma anche se il piano venne abbandonato, fu coinvolta nelle negoziazioni del 1348 e in quelle con Carlo II di Navarra nel 1358.
Con il passare degli anni Isabella si avvicinò molto alla figlia Joan specialmente dopo che questa lasciò il suo infedele marito Davide II di Scozia e fu lei ad assistere la madre mentre stava morendo. Isabella si affezionò moltissimo ai nipoti soprattutto a Edoardo il Principe Nero e invecchiando siinteressò alla religione e visitò moltissime reliquie e rimase sempre un membro della corte ricevendo un gran numero di visite. Fra le sue amicizie più strette figuravano Agnes Mortimer, Contessa di Pembroke (1317-25 luglio 1368), una delle figlie di Ruggero, e Ruggero Mortimer, II conte di March, nipote del suo perduto amante. Anche Edoardo e i figli la visitavano regolarmente.
A Isabella rimase la passione per le leggende arturiane e i gioielli e nel giorno di San Giorgio del 1358 apparve riccamente vestita al castello di Windsor. Verso la fine della vita si interessò anche di astrologia e geometria. Prima di morire il 22 agosto 1358 Isabella prese l'abito delle monache clarisse e venne sepolta nella chiesa francescana di Newgate con una cerimonia officiata da Simon Islip. Isabella venne sepolta, come da sue volontà, con l'abito nuziale e il cuore del marito venne interrato insieme a lei. Il grosso delle sue proprietà venne lasciato al Principe Nero, il nipote prediletto e altri effetti personali andarono alla figlia Joan.

## Discendenza
Edoardo e Isabella ebbero quattro figli e la regina subì almeno un aborto spontaneo. I loro itinerari dimostrano che furono sempre insieme ogni 9 mesi prima del parto di ciascun figlio:
- Edoardo di Windsor (Windsor, 13 novembre 1312 – Richmond, 21 giugno 1377), futuro Edoardo III d'Inghilterra;
- Giovanni (Eltham, 15 agosto 1316 – Perth, 13 settembre 1336);
- Eleonora (Woodstock, 18 giugno 1318 – Deventer, 22 aprile 1355), sposata con Reinoud II di Gheldria;
- Giovanna (Londra, 5 luglio 1321 – Londra, 7 settembre 1362), sposata con Davide II di Scozia.

## Ascendenza
|                        |                      |                                 | Genitori                           |  |  | Nonni |  |  | Bisnonni            |  |  | Trisnonni             |  |
|                        |                      |                                 |                                    |  |  |       |  |  | Luigi IX di Francia |  |  | Luigi VIII di Francia |  |
|                        |                      |                                 |                                    |  |  |       |  |  | Luigi IX di Francia |  |  | Luigi VIII di Francia |  |
|                        |                      | Bianca di Castiglia             |                                    |  |  |       |  |  | Luigi IX di Francia |  |  |                       |  |
| Filippo III di Francia |                      |                                 |                                    |  |  |       |  |  | Luigi IX di Francia |  |  |                       |  |
|                        |                      | Margherita di Provenza          | Raimondo Berengario IV di Provenza |  |  |       |  |  |                     |  |  |                       |  |
|                        |                      | Margherita di Provenza          | Raimondo Berengario IV di Provenza |  |  |       |  |  |                     |  |  |                       |  |
|                        |                      | Margherita di Provenza          | Beatrice di Savoia                 |  |  |       |  |  |                     |  |  |                       |  |
| Filippo IV di Francia  |                      | Margherita di Provenza          |                                    |  |  |       |  |  |                     |  |  |                       |  |
|                        |                      | Giacomo I d'Aragona             | Pietro II d'Aragona                |  |  |       |  |  |                     |  |  |                       |  |
|                        |                      | Giacomo I d'Aragona             | Pietro II d'Aragona                |  |  |       |  |  |                     |  |  |                       |  |
|                        |                      | Giacomo I d'Aragona             | Maria di Montpellier               |  |  |       |  |  |                     |  |  |                       |  |
| Isabella d'Aragona     |                      | Giacomo I d'Aragona             |                                    |  |  |       |  |  |                     |  |  |                       |  |
|                        |                      | Iolanda d'Ungheria              | Andrea II d'Ungheria               |  |  |       |  |  |                     |  |  |                       |  |
|                        |                      | Iolanda d'Ungheria              | Andrea II d'Ungheria               |  |  |       |  |  |                     |  |  |                       |  |
|                        |                      | Iolanda d'Ungheria              | Iolanda di Courtenay               |  |  |       |  |  |                     |  |  |                       |  |
| Isabella di Francia    |                      | Iolanda d'Ungheria              |                                    |  |  |       |  |  |                     |  |  |                       |  |
|                        | Tebaldo I di Navarra | Tebaldo III di Champagne        |                                    |  |  |       |  |  |                     |  |  |                       |  |
|                        | Tebaldo I di Navarra | Tebaldo III di Champagne        |                                    |  |  |       |  |  |                     |  |  |                       |  |
|                        | Tebaldo I di Navarra | Blanca di Navarra               |                                    |  |  |       |  |  |                     |  |  |                       |  |
| Enrico I di Navarra    | Tebaldo I di Navarra |                                 |                                    |  |  |       |  |  |                     |  |  |                       |  |
|                        |                      | Margherita di Borbone-Dampierre | Arcimbaldo VIII di Borbone         |  |  |       |  |  |                     |  |  |                       |  |
|                        |                      | Margherita di Borbone-Dampierre | Arcimbaldo VIII di Borbone         |  |  |       |  |  |                     |  |  |                       |  |
|                        |                      | Margherita di Borbone-Dampierre | Beatrice di Montluçon              |  |  |       |  |  |                     |  |  |                       |  |
| Giovanna I di Navarra  |                      | Margherita di Borbone-Dampierre |                                    |  |  |       |  |  |                     |  |  |                       |  |
|                        |                      | Roberto I d'Artois              | Luigi VIII di Francia              |  |  |       |  |  |                     |  |  |                       |  |
|                        |                      | Roberto I d'Artois              | Luigi VIII di Francia              |  |  |       |  |  |                     |  |  |                       |  |
|                        |                      | Roberto I d'Artois              | Bianca di Castiglia                |  |  |       |  |  |                     |  |  |                       |  |
| Bianca d'Artois        |                      | Roberto I d'Artois              |                                    |  |  |       |  |  |                     |  |  |                       |  |
|                        |                      | Matilde di Brabante             | Enrico II di Brabante              |  |  |       |  |  |                     |  |  |                       |  |
|                        |                      | Matilde di Brabante             | Enrico II di Brabante              |  |  |       |  |  |                     |  |  |                       |  |
|                        |                      | Matilde di Brabante             | Maria di Svevia                    |  |  |       |  |  |                     |  |  |                       |  |
|                        |                      | Matilde di Brabante             |                                    |  |  |       |  |  |                     |  |  |                       |  |